# Серрисуэла, Хосе
Хосе Тибурсио Серрисуэла (исп. José Tiburcio Serrizuela; род. 10 июня 1962, Пало, Аргентина) — аргентинский футболист, выступавший на позиции защитника.

## Клубная карьера
Хосе Серрисуэла выступал за различные аргентинские и мексиканские клубы. Начинал же он карьеру в клубе аргентинского Второго дивизиона «Лос-Андес».

## Международная карьера
Хосе Серрисуэла попал в состав сборной Аргентины на Чемпионате мира 1990 года. Из 7-ми матчей Аргентины на турнире Хосе появлялся в 5-и. Он выходил в стартовом составе в матчах группового этапа против сборных СССР и Румынии, в 1/4 финала — с Югославией, в 1/2 финала — с Италией и в финальном матче против Германии. Все эти игры он провёл с первой до последней минуты.

## Достижения

### Клубные
Ривер Плейт
- Чемпионат Аргентины (1): 1989/1990 (чемпион)

Индепендьенте
- Чемпионат Аргентины (1): Клаусура 1994 (чемпион)